# エミル・コンスタンティネスク
エミル・コンスタンティネスク（ルーマニア語: Emil Constantinescu、1939年11月19日 - ）は、ルーマニアの政治家。地質学者。
大統領（第2代）、民主会議議長、ブカレスト大学学長を歴任。1997年、北京大学より名誉博士号が授与される。

## 概要
ブカレスト大学ロー・スクール修了。
民主会議（CDR）に参加するキリスト教民主国民農民党（PNTCD）の一員であったが、1992年の大統領選挙に民主会議の候補者として立候補し、決選投票に進むも現職のイオン・イリエスクに敗れた。
1996年の大統領選挙に再びCDRの候補者として立候補し、決選投票で得票率54.5%を獲得し、イリエスクを破り当選した。ルーマニア革命以降、非共産党系の人物として「無血革命」で選ばれた大統領となった。
大統領就任に伴い、憲法の規定に従ってPNTCDを離党した。

### 大統領
コンスタンティネスクへの国民の期待は大きく、国営企業の民営化や金融改革を進めたが、鉱山労働者の全国的な抗議運動を引き起こし、外国資本の投資も遠のく結果となった。
経済政策の失敗に加え、共産党政権時代の秘密警察資料の公開を拒否したことで国民の信任を失うこととなり、2000年の大統領選挙へ不出馬を表明し、1期で退任した。
| 公職                    | 公職                      | 公職                    |
| ----------------------- | ------------------------- | ----------------------- |
| 先代 イオン・イリエスク | 大統領 第2代：1996 - 2000 | 次代 イオン・イリエスク |